# Can Sanglas (Amer)
Can Sanglas és una casa d'Amer (Selva) inclosa a l'Inventari del Patrimoni Arquitectònic de Catalunya.

## Descripció
Immoble de tres plantes, entre mitgeres, cobert amb una teulada d'una sola aigua de vessant a façana. Està ubicat al costat dret del carrer Nou.
La planta baixa conta de tres obertures a destacar especialment el gran portal quadrangular d'accés equipat amb llinda monolítica i muntants de pedra ben treballats i escairats de pedra sorrenca. En la llinda es pot llegir una inscripció molt interessant que fa al·lusió tant al constructor com a la data de finalització de l'edifici, i diu així: "V I C. 6 6 / J O S E P H + C V D I N A / 1 7 6 6".
En el primer pis trobem trobem tres obertures: un obertura rectangular equipada amb llinda monolítica i muntants de pedra ben treballats i escairats de pedra sorrenca, la qual és projectada com a balconada amb la seva respectiva barana de ferro forjat. Pel que fa al treball de la forja aplicat a la barana, cal dir que aquest és bastant encertat tant des del punt de vista tècnic com des de l'optica plàstica i estètica amb aquests cossos el·líptics concentrats en la base i el coronament de la barana. La balconada es troba flanquejada per dues obertures quadrangulars, - una per banda respectivament- totalment irrellevants, ja que no han rebut cap tractament destacat.
Pel que fa al segon pis, aquest executaria de ben segur les tasques de golfes i s'ha projectat en la façana en format de dues obertures irrellevants, una de les quals, concretament la de la dreta consta d'un ampit d'obra.
Tanca la façana en la part superior un ràfec format per tres fileres: la primera de rajola plana, i la segona i la tercera de teula.
La majoria d'edificis del carrer Nou comparteixen entre ells tota una sèrie de paral·lelismes compositius, estructurals i formals molt evidents. I és que en tots cinc (Vegeu fitxa de Can Mitgaire), (Vegeu fitxa de Can Campassol), (Vegeu fitxa de Can Capó) i (Vegeu fitxa de Can Carbonés) trobem una sèrie de trets comuns com ara la façana estructurada en dues crugies; la coberta oscil·la entre dos tipus: la coberta plana i aterrassada i la coberta d'una sola aigua de vessant a façana; la majoria d'immobles consten de tres plantes; proliferen per tota la façana un gran nombre de balconades equipades amb les seves respectives baranes de ferro forjat; el sistema d'obertures tendeix a ser el mateix, en el qual sobresurt el portal quadrangular d'accés equipat amb llinda monolítica i muntants de pedra ben treballats i escairats.

## Història
Contemplant fotografies antigues, com ara la de la fitxa del Servei de Patrimoni núm. 26.496, amb fotografies actuals, podem observar que a simple vista l'edifici no ha patit variacions.